# Estaires
Estaires é uma comuna francesa na região administrativa de Altos da França, no departamento do Norte. Estende-se por uma área de 12.82 km². Em 2010 a comuna tinha 6 567 habitantes (densidade: 512,2 hab./km²).